# Podúsek 2./V. Babí

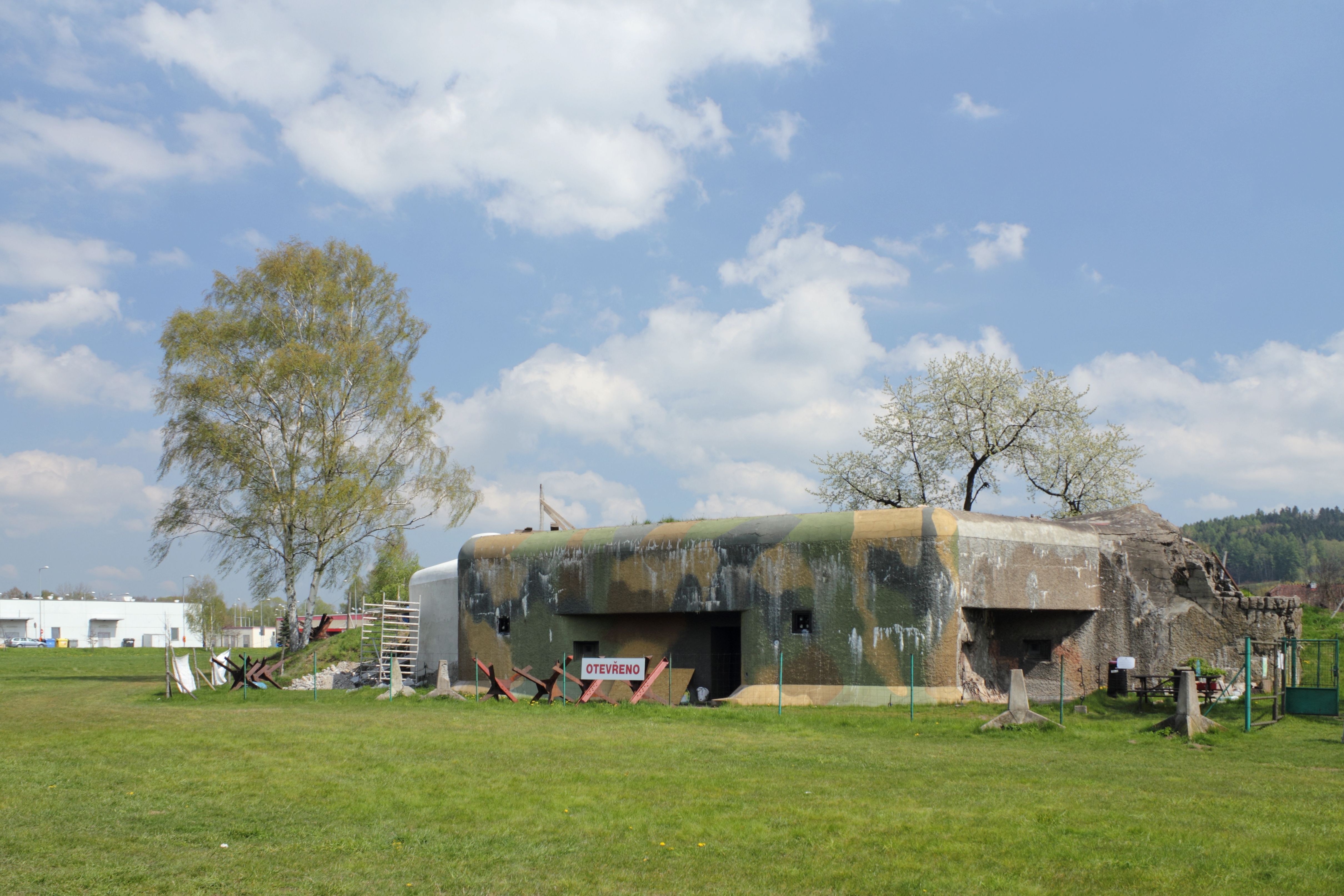
Pěchotní srub N-S 84 „Voda“

Stavební podúsek 2./V. Babí vznikl při stavbě těžkých objektů československého opevnění v roce 1938 na Náchodsku severně od Náchoda. Spadal do působnosti Ženijního skupinového velitelství V Náchod. Název získal od obce Babí, dnes části města Náchoda. Podúsek byl zadán ke stavbě pražské firmě Lanna dne 18. května 1937. K výstavbě bylo zadáno celkem 10 těžkých objektů, všechny se podařilo realizovat.

## Základní údaje
Podúsek Babí byl jedním z prvních zadaných podúseků na Náchodsku, protože bránil údolí řeky Metuje, a tedy jeden z nejpravděpodobnějších směrů útoku německé armády. Na jaře 1937 byla vypsána soutěž na stavbu tohoto podúseku a na základě nejnižší nabídky zadalo Ředitelství opevňovacích prací přípisem z 18. května 1937 výstavbu firmě Lanna, a. s. Praha. 
Po zadání začala firma připravovat staveniště s kancelářemi pro sebe i pro vojenskou správu, sklady byly zřízeny v obci Babí nedaleko plánovaného objektu N-S 89. Po příslušné přípravě byla stavba zahájena 28. června 1937. Celková částka na stavební část podúseku činila 10 085 503,25 Kč. Všechny zadané objekty byly postaveny.
Velitelem vojenského stavebního dozoru podúseku 2./V. byl kpt. žen. Theodor Kupka, stavbyvedoucím npor. stav. ing. L. Zima.

## Průběh linie
V rámci stavebního podúseku Babí bylo zadáno celkem 10 objektů. Linie začíná na jihovýchodě objektem N-S 84 Voda, který stojí přímo v údolí Metuje v prostoru Bělovsi. Palebně navazuje na objekt N-S 83 Lázně podúseku 3./V. Polsko.
Dále linie pokračuje směrem k severozápadu do kopců ležících západně od údolí Metuje, prochází v blízkosti vesnic Babí a Pavlišov (dnes části města Náchoda).
Severně od Pavlišova linie končí objektem N-S 93b Vrcha II, na nějž navazuje pěchotní srub T-S 1a Kóta A, první objekt podúseku 1./V. Zbečník. Podle původních plánů spadal podúsek Zbečník už pod Ženijní skupinové velitelství VI Trutnov, takže objektem N-S 93b končil náchodský úsek opevnění. Teprve v průběhu příprav byl podúsek Zbečník převeden do působnosti ŽSV V Náchod, ale zachoval si písmeno T v označení objektů.

## Seznam objektů
Pozn.: Objekty jsou řazeny od jihovýchodu na severozápad.
| Snímek               | Další snímky                                                   | Označení | Název         | Odolnost | Stav v r. 1938 (datum betonáže) | Umístění                         | Poznámky             |
| -------------------- | -------------------------------------------------------------- | -------- | ------------- | -------- | ------------------------------- | -------------------------------- | -------------------- |
| N-S 84 Voda          | Kategorie „N-S 84 Voda casemate“ na Wikimedia Commons          | N-S 84   | Voda          | II       | 16.–23. srpna 1937              | 50°25′18″ s. š., 16°11′24″ v. d. | jednopatrový, muzeum |
| N-S 86 Havlíček      | Kategorie „N-S 84 Voda casemate“ na Wikimedia Commons          | N-S 86   | Havlíček      | II       | 14.–18. října 1937              | 50°25′35″ s. š., 16°11′15″ v. d. | muzeum               |
| N-S 87 Les           | Kategorie „N-S 87 Les casemate“ na Wikimedia Commons           | N-S 87   | Les           | II       | 29. září – 5. listopadu 1937    | 50°25′42″ s. š., 16°11′11″ v. d. |                      |
| N-S 88 Transformátor | Kategorie „N-S 88 Transformátor casemate“ na Wikimedia Commons | N-S 88   | Transformátor | II       | 13.–18. září 1937               | 50°25′51″ s. š., 16°10′53″ v. d. |                      |
|                      |                                                                | N-S 89   | Dvoják        | II       | 2.–7. listopadu 1937            | 50°26′7″ s. š., 16°10′45″ v. d.  |                      |
|                      |                                                                | N-S 90   | Vodojem       | II       | 8.–13. prosince 1937            | 50°26′34″ s. š., 16°10′39″ v. d. |                      |
|                      |                                                                | N-S 91   | Rozhledna     | III      | 22.–27. listopadu 1937          | 50°26′51″ s. š., 16°10′33″ v. d. |                      |
|                      |                                                                | N-S 92   | Bílá          | II       | 29. března – 2. dubna 1938      | 50°26′58″ s. š., 16°10′26″ v. d. |                      |
|                      |                                                                | N-S 93a  | Vrcha I       | II       | 19.–22. dubna 1938              | 50°27′20″ s. š., 16°10′14″ v. d. |                      |
|                      |                                                                | N-S 93b  | Vrcha II      | II       | 4.–7. května 1938               | 50°27′23″ s. š., 16°10′9″ v. d.  |                      |